# Estrada Velha do Cabrito
Estrada Velha do Cabrito é uma via de transporte de Salvador. Localizada no Subúrbio Ferroviário de Salvador, liga os bairros do Boiadeiro e Alto do Cabrito ao bairro de Pirajá, passando também pelos bairros do Lobato e de Plataforma.